# ساکارایل
ساکارایل (به لاتین: Sakarail) یک روستا در بنگلادش است که در استان باریسال و در ناحیه پیروج‌پور واقع شده است.